# Castelo des Milandes

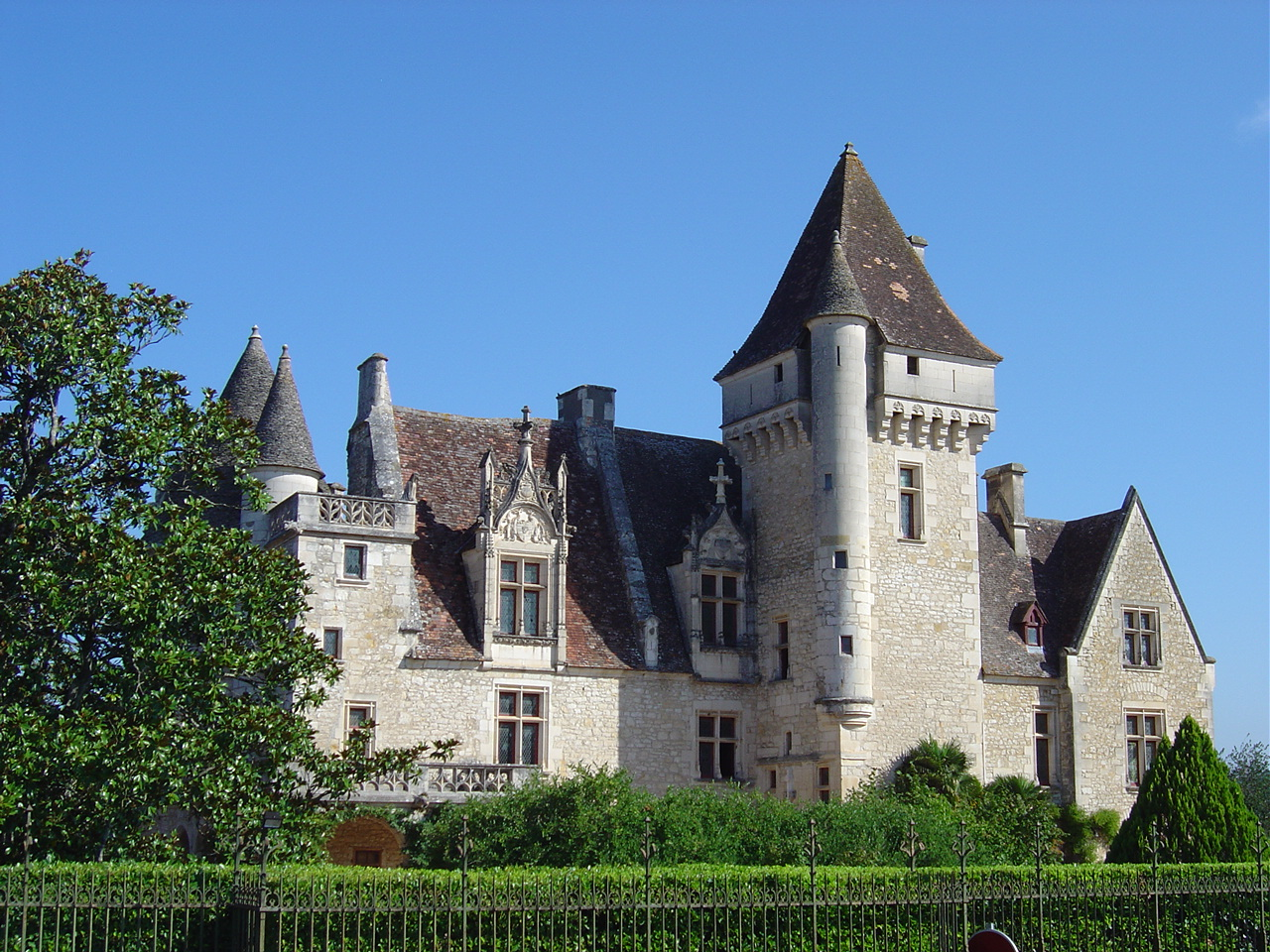
Château des Milandes

O Château des Milandes é uma casa senhorial na comuna de Castelnaud-la-Chapelle, no departamento de Dordonha, na França. Construída por François de Caumont por volta de 1489, foi, até 1535, a casa principal dos senhores de Caumont, que preferiram viver neste solar em vez do grande e desconfortável castelo medieval do Château de Castelnaud-la-Chapelle.
Em 1940, a artista Josephine Baker alugou o castelo e depois comprou-o em 1947.
Está listado como um monumento histórico pelo Ministério da Cultura da França desde 1986.